# 12607 Alcaeus
12607 Alcaeus là một tiểu hành tinh vành đai chính với chu kỳ quỹ đạo là 1578.7876893 ngày (4.32 năm).
Nó được phát hiện ngày 24 tháng 9 năm 1960.
Tênd after Alcaeus (ca. 620 BC-ca. 580 BC), who was a Greek poet from the island of Lesbos. His songs are as famous as those of Sappho. Many of his songs were translated into Latin và influenced Theocrites và Horace.